# Font de Sant Roc (Bellpuig)
La Font de Sant Roc és una font pública de Bellpuig (Urgell) inclosa a l'Inventari del Patrimoni Arquitectònic de Catalunya.

## Descripció
És una font realitzada en pedra tallada regularment i situada a la plaça de Sant Roc. Superiorment es troba coberta amb una estructura de doble vessant amb el marge central rematat en una motllura semicircular amb una flor en relleu al seu interior. Sota d'aquesta mena de coberta superior s'hi allotja un escut en alt relleu que es correspon amb l'emblema de la població: l'interior de l'escut està ple d'edificacions de cases i tot està envoltat per una àmplia decoració vegetal. Lateralment aquesta coberta sembla sostinguda per mènsules trilobulades en el seu perfil on novament es repeteix el motiu decoratiu dels alts relleus en flors. L'interior de la font es conforma per una lleugera fornícula oberta en baix relleu amb un arc en venera superior i en l'espai intern hi ha el sortidor de l'aigua. El receptacle de l'aigua és una pica conoidal en la seva part baixa però recoberta superiorment per una franja semiesfèrica.

## Història
Aquesta font actualment coneguda com la font de Sant Roc primitivament havia estat construïda i situada just als peus de l'escalinata d'accés al temple parroquial de Sant Nicolau. Així ho testimonien fonts documentals antigues. Posteriorment però, fou traslladada a la plaça de Sant Roc, veïna d'aquesta escalinata.